# Васенёв, Николай Федорович
Васенёв Николай Федорович (9 мая 1906, д. Услы, Вятская губерния – 22 февраля 1977, Киров) — советский писатель, писатель-краевед, журналист, редактор.  В 1938 году был репрессирован, проходил по делу «Литературной группы». 17 февраля 1940 года Военной коллегией Верховного суда СССР дело было прекращено за недоказанностью обвинения, из-под стражи освобождён. Член Союза писателей СССР (1948). Главный редактор Кировского книжного издательства, председатель Кировского областного отделения Союза писателей СССР.

## Биография
Родился в д. Услы Советского района (Греховского поселения). В школе учился у Сергея Александровича Вшивцева, известного художника Советска. По его рекомендации Николай поступил в вятский художественно-промышленный техникум, стал художником-педагогом. Несколько лет преподавал в одной из кировских школ. Увлечение литературой привело его в Вятский пединститут на литературный факультет.
Входил в литобъединение «Зелёная улица», созданное в 1926 году: в состав входили В. Заболотский, А. И. Мильчаков, М. Решетников, С. Шихов, И. Франчески, К. Дрягин, К. Алтайский (Королёв) и др. Был выпущен сборник «Цветы панелей», посвящённый беспризорным детям. 4 января 1926 года литобъединение «Зелёная улица» провело вечер памяти Сергея Есенина в городском театре, после чего объединение было распущено горкомом ВКП(б), «за взгляды, ориентирующие молодежь на поэзию Есенина и Клюева» и «за написание упаднических „богемских“ стихов».
В январе 1931 года молодой литератор пришёл в редакцию «Вятской правды», где проработал более 30 лет. В 1933 году публиковался в литературном сборнике «Трудодни», среди авторов были С. Шихов, М. Решетников, Л. Дьяконов, В. Колобов, А. Мильчаков, К. Дрягин и др. 
В 1934 году вышел первый сборник его рассказов для детей «Инженеры». 
В 1938 году Васенёв Николай Федорович фигурировал в деле «Литературной группы», сфальсифицированном работниками управления Комитета государственной безопасности СССР по Кировской области. 
C 1942 года — член КПСС.
С 1948 году Васенев был принят в Союз писателей СССР. Он изучал и собирал годами факты, исторические материалы, документы. Трижды издавалась одна из лучших книг писателя «На берегах Вятки». Вместе с автором читатель мысленно совершает увлекательное путешествие от истока Вятки до её впадения в Каму, от северных Кайских лесов до яблоневых колхозных садов на юге области. Одна из глав книги посвящена родному городу Советску.
Его книги; 
«Рассказ об одном колхозе», документальная повесть «Снайпер», книги рассказов и очерков: «Жизнь», «Сторона родная», «Люди в пути», «Девятый пассажир». 
В сороковых годах он руководил Кировским книжным издательством, затем возглавлял областное отделение Союза писателей. 
Скончался 22 февраля 1977 года в Кирове.

## Награды
Многолетний творческий и общественный труд писателя отмечен высокой наградой — Почётной грамотой Президиума Верховного Совета РСФСР.

## Репрессии
20 мая 1939 года Васенёв был арестован. На допросе от 5 июля 1939 года он сказал о «Деле писателей»: «На предварительном следствии я измучился и после очных ставок повторял, как попугай, слова Алдана. Я могу стать инвалидом. Я решил, что лучший выход из создавшегося положения — признать всё, в чем тебя обвиняют. Но я ни в чем не виноват. Алдан с Решетниковым просидели по полтора года и спокойно говорят о таких вещах, которые приводят меня в ужас. Алдан заврался, путается. Они с Решетниковым дают несуразные показания на себя и на других, уличая всех в не существовавших преступлениях. Меня очень удивляло, почему они так поступали. Потом мне стало ясно, что они используются следствием для «уличения» других арестованных». 
Приговор по делу вятских литераторов был вынесен 20 июня 1939 года: после доследования: Акмину – 6 лет, Васенёву – 5 лет лишения свободы с поражением в правах на 3 года, Решетникову и Алдану — по 10 лет. В 1940 году Решетникову скостили срок до 6 лет, в отношении Акмина (главреда «Кировской правды» Якова Акмина) и Васенёва дело за недоказанностью прекратили. Алдану тюрьму заменили на лагеря, но срок сохранили. Оправданному вроде бы Франчески всё-таки «впаяли» год за хранение мышьяка. 8 лет заключения получил крестьянин Бронников, якобы входивший в террористическую группу Алдана.